# Shamrock Diaries
Shamrock Diaries (прибл. пер. с англ. — «Дневники трилистника») — седьмой студийный альбом Криса Ри, выпущенный в 1985 лейблом Magnet, и в 1992 лейблом EastWest.

## Об альбоме
Shamrock Diaries представляет начало творческого и коммерческого зенита Криса. В чартах Швейцарии и Швеции альбом продержался по 5 недель, достигнув 18 и 19 мест соответственно, тогда как в чартах Великобритании он сразу занял 21-е место (25 мая 1985), затем дважды поднимался до 15-го, в сумме продержавшись в британских чартах 14 недель; 10 июля 1985 года альбом получает статус серебряного.
Композиция «Stainsby Girls» была написана как дань жене Криса — Джоан, выпускнице «Stainsby Secondary Modern School».
Одна из наиболее популярных песен этого альбома — «Josephine», — была написана Крисом для его дочери Джоузефин. Позже подобный комплимент он сделает своей младшей дочери, Джулии (альбом «Espresso Logic», 1993).
«Josephine» также была семплирована в 2000 году музыкальным проектом «Superfunk Inc.» и Роном Кэроллом для их песни «Lucky Star», хотя семплы и взяты с другой (короткой) версии песни.

## Список композиций
Слова и музыка всех песен — Криса Ри.
| №   | Название             | Длительность |
| --- | -------------------- | ------------ |
| 1.  | «Steel River»        | 6:15         |
| 2.  | «Stainsby Girls»     | 3:51         |
| 3.  | «Chisel Hill»        | 4:03         |
| 4.  | «Josephine»          | 4:26         |
| 5.  | «One Golden Rule»    | 4:29         |
| 6.  | «All Summer Long»    | 4:09         |
| 7.  | «Stone»              | 4:23         |
| 8.  | «Shamrock Diaries»   | 4:55         |
| 9.  | «Love Turns To Lies» | 4:11         |
| 10. | «Hired Gun»          | 8:03         |

### Синглы
1. «Josephine» с бонус-треками «Josephine (remix)», «Dancing Shoes», «Everytime It Rains»
2. «Stainsby Girls» с бонус-треками «And when She Smiles», «Sunrise», «Dancing Shoes», «September Blue»
3. «All Summer Long» с бонус-треком «Dancing Shoes»

## В записи участвовали
| - Крис Ри — вокал, гитара, орган, клавишные, синтезатор, slide guitar - Роберт Авай — гитара - Саймон Никол — гитара - Йохан О’Нейлл — бас-гитара - Кевин Лич — клавишные - Макс Миддлтон — клавишные | - Энни Уайтхед — тромбон - Дэйв Мэттекс — барабаны - Эйдриан Ри — барабаны - Мартин Дитчэм — ударные - Дейвид Ричардс — звукоинженер - Бэрри Хэммонд — звукоинженер |